# 蒲生神社
蒲生神社（がもうじんじゃ）は栃木県宇都宮市塙田五丁目に鎮座する神社。

## 祭神
- 蒲生君平命

学問の神としても崇敬を集めている。

## 行事
- 初代横綱明石志賀之助杯少年奉納相撲大会

2008年より当地の出身とされる初代横綱、明石志賀之助に因み、栃木県内の幼稚園児や小中学生が対象の少年相撲大会を主催している。
- 観月会

9月の十五夜の時季に今泉八坂神社と共催で観月会を開催し、神楽演奏・神楽舞を奉納している。

## 歴史
- 1912年（大正元年） - 蒲生君平命を祭神とする神社の創建が計画され準備組織である蒲生会が結成された
- 1916年（大正5年） - 社殿竣功、第27代横綱栃木山守也が大鳥居寄進[1]。
- 1930年（昭和5年）7月 - 鎮座祭を斎行して創祀された。同15年に県社に昇格した。
- 1951年（昭和26年） - 宇都宮城跡より「日下開山初代横綱明石志賀之助碑」を移設[2]
- 2003年（平成15年） - 「桜咲く蒲生神社」としてうつのみや百景に選定[3]
- 2007年（平成19年） - 明石志賀之助石像を建立[1]。